# جان بيير داروسان
جان بيير داروسان (بالفرنسية: Jean-Pierre Darroussin)‏ هو كاتب سيناريو ومخرج وممثل فرنسي، ولد في 4 ديسمبر 1953 في فرنسا.

## أعمال

### أفلام
- (1997) ماريوس وجانيت[5]
- (1997) نفس الأغنية القديمة[6]
- (2000) المدينة هادئة
- (2004) خطوبة طويلة جدا[7]
- (2007) محادثات مع بستاني[8]
- (2008) سيدة جين
- (2009) جيش الجريمة
- (2010) 22 رصاصة[9][10]
- (2011) ثلوج كليمنجارو[11]
- (2011) فيلم لو هافر[12]
- (2016) حياة امرأة

## وصلات خارجية
- جان بيير داروسان على موقع IMDb (الإنجليزية)
- جان بيير داروسان على موقع قاعدة بيانات الأفلام العربية
- جان بيير داروسان على موقع ألو سيني (الفرنسية)
- جان بيير داروسان على موقع أول موفي (الإنجليزية)
- جان بيير داروسان على موقع قاعدة بيانات الأفلام السويدية (السويدية)
- جان بيير داروسان على موقع قاعدة بيانات الفيلم (الإنجليزية)
- جان بيير داروسان على موقع كينوبويسك (الروسية)